# Ștefan Kovács
Ștefan „Piști“ Kovács (auch István Kovács; * 2. Oktober 1920 in Timișoara, Königreich Rumänien; † 12. Mai 1995 in Cluj-Napoca) war ein rumänischer Fußballspieler und -trainer. Er war in den 1970er Jahren erfolgreicher Trainer bei Ajax Amsterdam und betreute die Nationalmannschaften von Frankreich und Rumänien.

## Leben und Spielerkarriere
Ștefan Kovács wurde als zweiter Sohn eines ungarischen Vaters und einer Rumänin in Timișoara geboren. Kovács spielte in der Jugend bei CA Timișoara, CAO Oradea, CFR Satu Mare und Olimpia Satu Mare. Im Jahr 1938 nahm er ein Angebot aus Belgien an und war fortan für den ROC Charleroi tätig, wo 1939 mit dem dritten Platz in der belgischen Meisterschaft das beste Ergebnis in der Vereinsgeschichte gelang.
1941 kehrte der sowohl als Stürmer als auch als Außenläufer einsetzbare Spieler nach Rumänien zurück und spielte für kurze Zeit bei Ripensia Timișoara. Anschließend wechselte er zu CFR Turnu Severin, dem Neuaufsteiger in die Divizia A, doch wurde die Saison 1941/42 aufgrund des Ausbruchs des Zweiten Weltkriegs nicht ausgetragen. Kovács schloss sich noch 1942 dem Kolozsvári AC an. Da das nördliche Siebenbürgen durch den Zweiten Wiener Schiedsspruch Ungarn zugefallen war, spielte die Mannschaft aus Klausenburg in der ungarischen Liga und erreichte 1944 sogar den dritten Platz. Nach der Rückgabe des Landstrichs an Rumänien wurde der Verein aufgelöst und Kovács wechselte 1945 zu dem neu gegründeten Ferar Cluj, bei dem auch sein älterer Bruder Nicolae spielte. 1947 schloss sich der Verein dem CFR Cluj an, für den Kovács eine Saison spielte, ehe er zum Lokalrivalen CSU Cluj wechselte.
Mit dem neuen Verein erreichte er 1949 das rumänische Cupfinale, das allerdings gegen CSCA Bukarest mit 1:2 verloren ging. Am Ende der Saison 1948/49 musste CSU in die Divizia B absteigen und seinen Namen in Știința Cluj ändern. Der Verein schaffte jedoch umgehend den Wiederaufstieg in die höchste Spielklasse und Kovács blieb ihm bis zu seinem Karriereende 1953 treu.
Kovács bestritt insgesamt 111 Spiele in der Divizia A, in denen er 12 Tore erzielte.

## Trainerkarriere
Ab 1949 übernahm Kovács auch Traineraufgaben, zunächst für eine kurze Zeit im Jugendbereich von CFR Cluj. Bei Știința Cluj war er 1952 eine Saison als Spielertrainer tätig. Danach wurde er hauptberuflicher Trainer der Mannschaft und betreute diese bis 1959, als er erneut zu CFR Cluj wechselte. 1960 fusionierte der Verein mit Rapid Cluj zu CSM Cluj, dessen Trainer Kovács bis 1962 blieb.

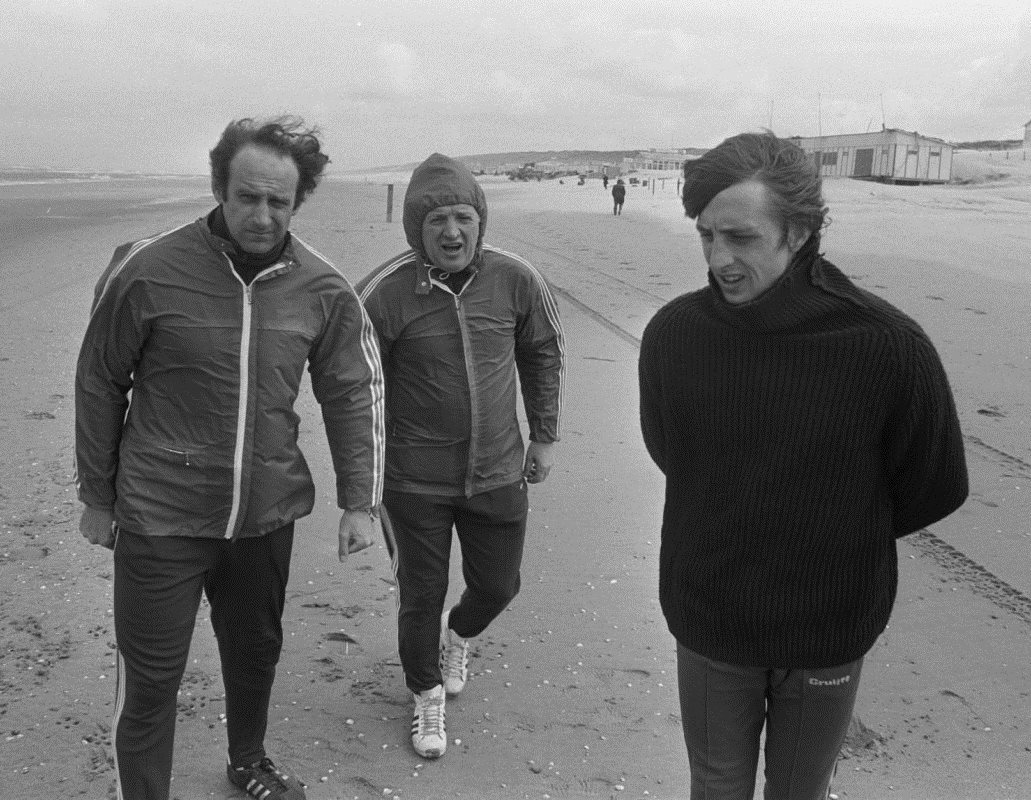
Kovács (Mitte) und Cruyff, 1972

Im Jahr 1962 nahm er einen Posten beim rumänischen Verband an, wo er in den folgenden Jahren unter anderem für die Juniorenauswahl und die B-Nationalmannschaft verantwortlich war. Im Frühjahr 1965 wurde er Co-Trainer von Ilie Oană bei der rumänischen Nationalmannschaft. Das Gespann musste seine Arbeit nach der 1:7-Niederlage am 24. Mai 1967 gegen die Schweiz im Rahmen der Qualifikation zur EM 1968 jedoch aufgeben.

### Steaua Bukarest
Unmittelbar danach erhielt Kovács ein Angebot von Steaua Bukarest und konnte schon in der ersten Saison 1967/68 den rumänischen Meistertitel holen. Diesem folgten in den nächsten Jahren drei rumänische Cupsiege. In den europäischen Wettbewerben waren die Bukarester jedoch weniger erfolgreich und schieden jeweils spätestens in der zweiten Runde aus.

### Ajax Amsterdam
1971 verließ der Erfolgstrainer Rinus Michels seinen langjährigen Verein Ajax Amsterdam, wo er eine Mannschaft aufgebaut hatte, die eine Reihe von Titeln geholt hatte und mit ihrem Totalen Fußball begeisterte. Die Wahl des Nachfolgers durch die Klubverantwortlichen fiel überraschenderweise auf den vergleichsweise wenig bekannten Rumänen. Im Sommer 1971 übernahm Kovács eine Mannschaft, die mit Stars wie Johan Cruyff, Johan Neeskens, Gerrie Mühren oder Piet Keizer gespickt war und führte das Konzept von Michels fort. Dabei unterschied sich sein Führungsstil jedoch wesentlich von jenem seines autoritären Vorgängers, indem er den Spielern weit mehr Freiraum gewährte. Dies führte dazu, dass Ajax unter seiner Führung seinen Spielstil noch mehr auf die individuelle Klasse der Spieler anpasste und in zwei Jahren nicht weniger als sieben Titel holte. Doch sein Führungsstil sollte zu Beginn nicht alle begeistern. Nach einem Unentschieden gegen Benfica Lissabon im Europacup der Landesmeister wollte der Verwaltungsrat vom Ajax Amsterdam Kovács feuern. Doch die Spieler standen hinter Kovács und er durfte bleiben. Die Spieler sollten recht behalten, denn Ajax gewann dann das Finale des Europacup der Landesmeister im Jahre 1972 gegen Inter Mailand mit 2:0, wobei Johan Cruyff beide Tore beisteuerte. Ein Jahr später gewannen sie den Europacup der Landesmeister erneut, diesmal gegen Juventus Turin und Ajax wurde nach Real Madrid erst der zweite Klub, der den Pokal in drei aufeinander folgenden Jahren gewinnen konnte.
Gleichzeitig führte dieser Rückgang an Disziplin aber auch dazu, dass die Mannschaft schließlich auseinanderbrach. Mühren beschrieb Kovács in einem Interview mit folgenden Worten: "Er war ein sehr guter Trainer, aber zu nett. Rinus Michels war professioneller, er war für absolute Disziplin, sehr streng, alle auf derselben Ebene. Zu Beginn, im ersten Jahr, spielten wir unter Kovács sogar besser, da wir gute Spieler waren und nun die Freiheit hatten, unsere Fantasien auf dem Feld umzusetzen. Aber danach war die Disziplin verloren und es war vorbei."

### Frankreich
Nach zwei Jahren verließ Kovács Amsterdam und nahm eine Einladung des französischen Fußballverbandes an, die Nationalmannschaft zu betreuen. Die Équipe Tricolore hatte sich nicht für die Weltmeisterschaft 1974 qualifizieren können und stellte zu dieser Zeit nur europäisches Mittelmaß dar. Die folgende Qualifikationsrunde für die Europameisterschaft 1976 wurde für die Franzosen gleichermaßen zu einem Fiasko. In einer Gruppe mit Belgien, der DDR und Island reichte es nur zu einem einzigen Sieg und dem dritten Gruppenplatz. Kovács konnte die Mannschaft kurzfristig nicht weiterbringen und sparte auch nicht mit Kritik am Umfeld bzw. am französischen Fußball im Allgemeinen. So bemängelte er die Einstellung mancher Spieler zur Nationalmannschaft, deren fehlende Bereitschaft, ins Ausland zu gehen sowie den Spielstil vieler Vereinsmannschaften. Mit Ende des Jahres 1975 beendete er seine Tätigkeit nach nur sechs Siegen in 15 Spielen und fasste zusammen: „Ich brachte die Spieler in Verlegenheit. Am Schluss bereitete ich ihnen Unbehagen, sie wollten einen Experten für Fußball. Bitte, sagte ich, ich bin einer. Ich sagte ihnen die Wahrheit. Sie hätten ein Wunder lieber gehabt, aber das war leider nicht möglich. Ein bemerkenswertes Volk, die Franzosen, aber im Fußball hat es gewisse Vorzüge, nicht ganz so außergewöhnlich zu sein.“ Wenn man von José Arribas, der im Jugendalter nach Frankreich kam, absieht, ist Kovács bis heute der einzige Ausländer, der die Franzosen trainierte.

### Rumänien
Danach kehrte er nach Rumänien zurück, wo er ab 1976 die Nationalmannschaft übernahm und Vizepräsident des Fußballverbandes wurde. Während seiner Zeit als verantwortlicher Trainer bis August 1979 und nochmals kurzfristig im Januar 1980 sowie im Oktober 1981 konnte sich die Mannschaft weder für die Weltmeisterschaft 1978 noch für die Europameisterschaft 1980 oder die Weltmeisterschaft 1982 qualifizieren. Der einzige zählbare Erfolg während seiner Amtszeit war der Gewinn des Balkancups 1980. Anschließend blieb er als Funktionär im rumänischen Verband tätig.

### Weitere Karriere
1981 übernahm er den Trainerposten bei Panathinaikos Athen und konnte mit der Mannschaft den griechischen Cup gewinnen. Seine letzte Trainerstation war die AS Monaco, die er 1986/87 auf den fünften Tabellenplatz führte, ehe er von Arsène Wenger abgelöst wurde.

## Erfolge

### Spieler
- Rumänischer Pokalfinalist: 1948/49

### Trainer
- Rumänischer Meister: 1967/68
- Rumänischer Pokalsieger: 1968/69, 1969/70, 1970/71
- Niederländischer Meister: 1971/72, 1972/73
- Niederländischer Pokalsieger: 1971/72
- Europapokalsieger der Landesmeister: 1971/72, 1972/73
- UEFA-Super-Cup-Sieger: 1972
- Weltpokalsieger: 1972
- Griechischer Pokalsieger: 1982

## Sonstiges
Kovács hat 1975 das Buch „Fotbal total“ veröffentlicht, das ein großer Erfolg wurde. Er ist der jüngere Bruder von Nicolae Kovacs.